# Damia Desgagnes
Damia Desgagnes – бітумний танкер, збудований на замовлення канадської Groupe Desgagnés, що базується у Квебеку. Перший танкер такого типу з енергетичною установкою, розрахованою на використання зрідженого природного газу. 
Damia Desgagnes споруджений на верфі Besiktas Shipyard у Туреччині та переданий замовнику 30 березня 2017 року. Судно має 12 вантажних танків загальним об’ємом 15280 м3. Для підтримки вантажу у розігрітому стані встановлено два бойлера потужністю по 3 МВт, які споживають до 10 тон палива в день. 
Енергетична установка складається із двох двигунів Wärtsilä 5-RT-flex 50DF, які можуть використовувати як традиційні нафтопродукти, так і ЗПГ. Використання останнього дозволяє значно скоротити викиди шкідливих речовин (сполуки сірки, а також оксиди азоту та діоксид вуглецю).
Судно призначене для роботи на річці Святого Лаврентія та Великих Озерах. Враховуючи кліматичні умови в цьому районі, танкер має льодовий клас Polar 7.
У червні 2017 року внаслідок рапотової зупинки двигуна танкер почав дрейфувати та сів на мілину на зазначеній вище річці у трьох милях від Ірокез (муніципалітет Саут-Дандас, Онтаріо). Втім, витоку вантажу не відбулось.